# 레옹 롬

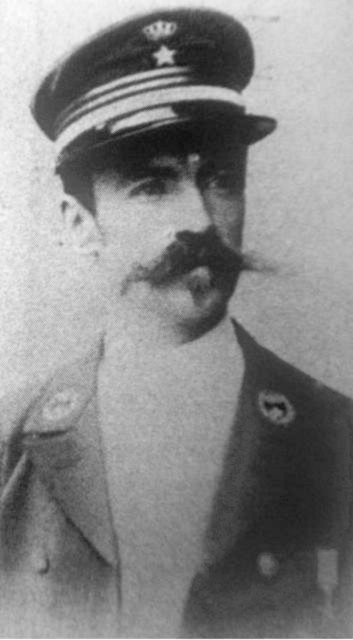

레옹 오귀스트 테오필 롬(프랑스어: Léon Auguste Théophile Rom: 1859년–1924년)은 벨기에의 군인이다. 19세기 말 콩고 자유국 식민행정의 주요 요인이었다.
몽스의 빈민 가정에서 태어났다. 1859년 16세 나이로 벨기에 육군에 입대했다. 이후 세관에서 일하다가 1886년 콩고 자유국의 식민행정을 위해 파견된 백여 명의 백인들 중 한 명으로서 아프리카행 배에 올랐다.
빠르게 승진한 롬은 스탠리 폭포 개척소 지휘관이 되었고 그 뒤 마타디 관구 문관이 되었다. 그 뒤 콩고 식민주둔군인 공공군으로 편입되어 대위 계급을 받았다. 콩고 아랍 전쟁에서 활약했다. 군에서 예편한 롬은 중앙콩고의 수탈기업인 카사이 회사에 자리를 얻었다.
롬은 스탠리 폭포 시절 잔혹행위를 일삼았다고 알려져 있다. 백인 선교사들이 남긴 동시기 기록에 따르면 롬은 콩고인 21명을 참수하여 그 머리통을 침대장식으로 썼다. 롬의 개척소에는 언제나 교수대가 세워져 있었다고 한다. 하지만 피터 에절리 퍼차우는 사람 머리통을 침대 장식물로 사용한 것은 당시 중앙아프리카에 보편적이었던 미개의 풍습이며, 현지 부족장들의 특권 같은 것이었다고 주장했다.
그 뒤로도 카사이 회사에서 일하다가 1924년에 브뤼셀에서 죽었다.
롬은 조지프 콘래드의 1889년 중편소설 『암흑의 핵심』의 등장인물 쿠르츠의 모델이 되었다고 알려져 있다.

## 같이 보기
- 고무 테러

## 참고 자료
- Firchow, Peter Edgerly (2000). Envisioning Africa: Racism and Imperialism in Conrad's Heart of Darkness'. Lexington: University Press of Kentucky. ISBN 9780813191980.
- Hochschild, Adam (2012). King Leopold's Ghost Paperback판. London: Pan. ISBN 978-1-4472-1135-8.